# Plains Indian Sign Language
Die Plains Indian Sign Language (PISL) ist eine Gebärdensprache, die von den Indianern der Vereinigten Staaten und Kanadas entwickelt und verwendet wird.

## Geschichte
Woraus sich die PISL entwickelte, ist mangels schriftlicher Quellen nicht bekannt, aber die ersten Berichte über Kontakte zwischen Europäern und amerikanischen Ureinwohnern in der Küstenregion des Golf von Mexiko (heute Texas und Nordmexiko) erwähnen Álvar Núñez Cabeza de Vaca 1527 und Francisco Vásquez de Coronado 1541, dass sich diese Sprache bereits vollständig entwickelt hatte, als die Europäer eintrafen.
Verschiedene Faktoren haben seit der Ankunft der Europäer zu einem starken Rückgang der Nutzung der PISL geführt. 1885 nutzen ungefähr 110.000 Indianer (wie Blackfeet, Cheyennes, Sioux, Kiowas und Arapahos). In den 1960er nutzte sie nur noch ein kleiner Prozentsatz. Heute wird die Sprache nur noch sehr selten genutzt.

## Bibliographien
- Yves Berger et Daniel Dubois, Les Indiens des Plaines, Paris, éditions du Rocher, 2001
- Ted J. Brasser, "Aboriginal People: The Plains", The Canadian Encyclopedia, Historica-Dominion, 2012[6].
- Paul Coze und René Thévenin, Mœurs et histoire des Indiens d’Amérique du Nord, Paris, Payot et Rivages, 2004 (1. Aufl. 1928), 387 Seiten, ISBN 2-228-89858-9.
- Angie Debo, Histoire des Indiens des États-Unis, Paris, Albin Michel, 1994, ISBN 2-226-06903-8.
- Hugh Aylmer Dempsey, Indian Tribes of Alberta, Calgary, AB, Glenbow Museum, 1986, 100 S., ISBN 0-919224-00-8.
- Anne Garrait-Bourrier  et  Monique Venuat, Les Indiens aux États-Unis : renaissance d'une culture, Paris, Ellipses, 2002, ISBN 2-7298-1185-0.
- Royal B. Hassrick, Les Sioux, Albin Michel, Paris, 1994
- Philippe Jacquin et  Daniel Royot, Go West ! Histoire de l'Ouest américain d'hier à aujourd'hui, Paris, Flammarion, 2002, ISBN 2-08-211809-6.
- John C. Jackson, The Piikani Blackfeet A Culture Under Siege, Mountain Press, 2000.
- Michel Le Bris (Regie), Indiens des plaines les peuples du bison, Paris, Hoëbeke, 2000, 190 S., ISBN 2-84230-108-0.
- Walter Prescott Webb, "The Plains Indians", The Great Plains, University of Nebraska Press, 1959, S. 47–84 bzw. 525, ISBN 0-8032-9702-5.[7]